# 文水藝文中心
文水藝文中心，英文名Wenshui Arts and Cultural Center，位於台北市中山區松江南京站4號出口， 為台北市的音樂展演空間。

## 簡介
文水藝文中心成立於2012年，位於台北市中山區，為中小型演出場地，演出類型以古典音樂與爵士樂居多。
曾被《欣音樂》推薦台北小型音樂會舉辦場地，並獲中天電視《中天快點TV》、新美學藝術家平台、盈科泛利《活動通鑑》…等網路媒體介紹報導。
2014年出版音樂專輯《海風的牽引》。

## 主辦活動
文水藝文中心開幕至今有以下主辦活動：
- 2020：
  - 露西亞爵士節(10月)[2]

- 2017：
  - 楊照、江恬儀：浪漫主義鋼琴音樂講座[3]

- 2016：
  - 文水室內樂系列(11/12月)[4]

- - 文水室內樂系列(4/5月)[5]

- 2015：
  - 文水室內樂系列
  - 春之禮讚[6]

- 2014：
  - 秋季樂響
  - 公民爵醒
  - 《男聲•女聲》不插電接力唱派對

## 媒體報導
- 2014年：欣音樂 文水藝文中心-全新優質賞樂空間[7]
- 2014年：活動通鑑 文水藝文中心－中山區裡的文藝天地[8]
- 2015年：中天快點TV 文水藝文中心 金曲專輯《海風的牽引》孕育搖籃[9]
- 2016年：BonbonMusic音樂學習媒合平台 音樂會BON場地–文水藝文中心[10]
- 2018年：新美學藝術家平台 聞.文水[11]
- 2020年：MUSICO 音樂圈 露西亞爵士節 – 《溫柔對待─向席尼‧貝雪致敬》[12]
- 2020年：藝點新聞 【露西亞爵士節】 紀念與傳承連串演出[13]